# Linkin Park Underground 16
Linkin Park Underground 16 (estilizado como LP Underground Sixteen e abreviado como LPU 16) é o décimo oitavo CD lançado pela banda americana de rock Linkin Park para o seu fã-clube oficial, o LP Underground. O EP foi lançado em novembro de 2016.
O álbum marcou o retorno ao formato de CD de 10 faixas, contendo demos das sessões de Minutes to Midnight, em 2007, até as sessões de One More Light, em 2015. Essa foi a primeira vez desde o LP Underground 6, em que as músicas de uma sessão de álbuns atual, foram lançados em um CD LPU. Somente a primeira onda de pedidos incluiu uma cópia física do CD. Depois disso, o LPU 16 só esteve disponível em formato de download digital.

## Gravação
O álbum contém uma demo de 2014, intitulado "Can't Hurt Me", e três de 2015, intitulados "Dark Crystal", "Air Force One" e "Burberry", nenhuma dessas faixas tem vocais, apesar da banda ter dito em que o trabalho de vocais estaria em primeiro lugar em seu novo álbum, no caso One More Light. Isso possivelmente foi devido a essas demos terem sidos gravadas antes do Linkin Park entrar no estúdio, no final de 2015.
Mike Shinoda queria incluir demos de músicas anteriores no CD, para dar aos fãs uma idéia de como certas ideias surgiram. As demos das canções lançadas anteriormente são: "The Catalyst", "Bleed It Out" e "Lies Greed Misery". Durante um bate-papo no Facebook, onde a banda revelou o pacote do LPU 16 aos fãs, Mike referiu a demo de "Bleed It Out" como: "#84 (BIO Demo, 2007)". Embora "Lies Greed Misery" tenha sido lançado originalmente em Living Things, sua demo são das sessões de A Thousand Suns.
As outras três demos do álbum, "Symphonies Of Light Reprise", "Consequence A" e "Consequence B", todos datam das sessões de A Thousand Suns.
Todas as faixas foram tocadas em 28 de outubro de 2016 no Bernie Grundman Mastering.

## Faixas
| Faixas do CD   |                                           |         |  |
| N.º            | Título                                    | Duração |  |
| 1.             | "The Catalyst" (2010 Demo)                | 5:43    |  |
| 2.             | "Can't Hurt Me" (2014 Demo)               | 3:56    |  |
| 3.             | "Dark Crystal" (2015 Demo)                | 3:43    |  |
| 4.             | "Air Force One" (2015 Demo)               | 1:19    |  |
| 5.             | "Bleed It Out" (2007 Demo)                | 2:47    |  |
| 6.             | "Consequence A" (2010 Demo)               | 0:53    |  |
| 7.             | "Consequence B" (2010 Demo)               | 1:28    |  |
| 8.             | "Lies Greed Misery" (2010 Demo)           | 1:13    |  |
| 9.             | "Burberry" (2015 Demo)                    | 1:01    |  |
| 10.            | "Symphonies of Light Reprise" (2010 Demo) | 1:16    |  |
| Duração total: | Duração total:                            | 23:20   |  |